# Сиги
Сиги́ (лат. Coregonus) — род промысловых лучепёрых рыб семейства лососёвых. Распространены в реках и озёрах Европы, Северной Азии и Америки.
Родовое название Coregonus — от др.-греч. κόρη «зрачок» и γωνία «угол», из-за того, что у некоторых видов сигов зрачок спереди угловатый.
Род содержит около 70-и видов. Большинство видов Coregonus обитают в озёрах и реках. Несколько видов, включая омуля (C. autumnalis), беринговоморского омуля (C. laurettae) и сибирскую ряпушку (C. sardinella), являются анадромными, то есть мигрирующими между солёными и пресными водами.
Этот род ранее подразделялся на два подрода — Coregonus («настоящие белые рыбы») и Leucichthys («сиги»).
Подрод Coregonus был выделен на основе субтерминального расположения рта и питания бентосом, а подрод Leucichthys за счёт терминального расположения рта и питания пелагическим планктоном.
Многие виды или экотипы сигов, особенно из Великих озёр и альпийских озёр Европы, вымерли в прошлом веке или находятся под угрозой исчезновения. Среди 12 видов пресноводных рыб, считающихся вымершими в Европе, 6 видов — рода Coregonus.
В октябре 2023 года установлено, что официально считавшийся вымершим вид рыб сиг Coregonus oxyrinchus, обитавший в устьях рек, впадающих в Северное море, оказался живым. ДНК Coregonus oxyrinchus на 100 % показал соответствие обыкновенному сигу.

## Виды

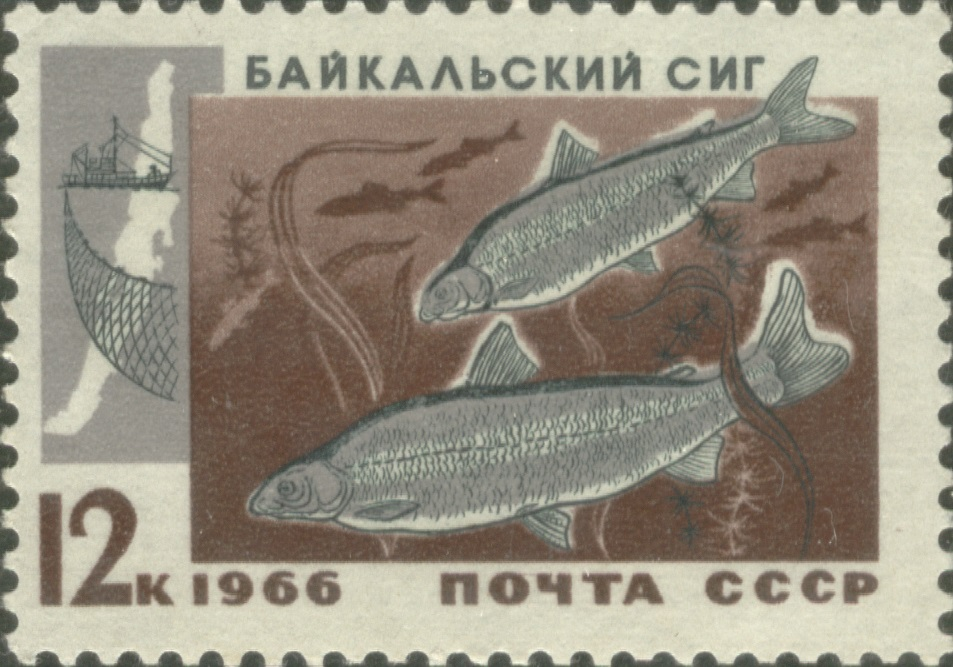
Почтовая марка СССР, 1966, 25 сентября. Номинал 12 копеек. Серия Промысловые рыбы Байкала. Два байкальских сига (Coregonus baicalensis Dybowski, 1874) и часть рисунка марки 6 к.

В классификации многих видов этого рода существует большая неопределённость и путаница. В частности, некоторые признают только два основных вида в Северной и Центральной Европе: обычный сиг C. lavaretus и ряпушка C. albula, тогда как другие будут разделять их на многочисленные виды.
Резкое увеличение числа признанных видов произошло в 2007 году, когда в одном из европейских справочников было высказано мнение о том, что более 50 местных европейских популяций следует рассматривать как отдельные виды, по наличию отличительных морфологических признаков. Было подсчитано, что некоторые из них достаточно новые, отделены друг от друга менее 15 000 лет тому назад. Многие из них были в основном определены на основе количества жаберных рейкеров. Генетические различия между некоторыми из недавно предложенных видов, даже те, которые относительно отчётливо различаются морфологически, достаточно ограничены и лишь иногда они считаются не монофилетичными.
Различные виды Coregonus, независимо от того, считаются ли они отдельными видами или нет, легко скрещиваются друг с другом. В обзоре сигов в Великобритании было обнаружено, что идентификационный ключ, предоставленный в 2007 году, не соответствует большинству представителей и что он не подходит для более чем одного вида в этом регионе. Во многих европейских озёрах имеется по несколько морфов Coregonus, отличающихся по экологии и морфологии (особенно жаберными ракерами). Такие морфы иногда частично репродуктивно изолированы друг от друга, что приводит к предложениям о признании их отдельными видами. Такие морфы могут быстро (в течение 15 лет или менее, равными трём поколениям Coregonus) исчезать, сливаясь в один вид, в ответ на изменения среды обитания.
Всего насчитывается более 60 видов.
- Coregonus albula — европейская ряпушка, или рипус, или килец[5][6]:
  - Coregonus albula albula;
  - Coregonus albula ladogensis — рипус.
- Coregonus alpenae — большеротая ряпушка[5].
- Coregonus artedii — ряпушка Артеди, или озёрная ряпушка[5].
- Coregonus autumnalis — омуль[6].
- Coregonus canadensis — атлантический сиг[5].
- Coregonus chadary — сиг-хадары[6].
- Coregonus clupeaformis — сельдевидный, или американский, сиг[5].
- Coregonus hoyi — зобатая ряпушка[5].
- Coregonus johanne — глубоководная ряпушка[5].
- Coregonus kiyi — ряпушка-кийи[5].
- Coregonus laurettae — беринговоморский омуль[6].
- Coregonus lavaretus — обыкновенный сиг[6]:
  - Coregonus lavaretus baunti — баунтовский сиг[5];
  - Coregonus lavaretus maraenoides — чудский сиг, или сиг-марена[5];
  - Coregonus lavaretus pidschian — пыжьян, или сибирский сиг[5];
  - Coregonus lavaretus pravdinellus — сиг Правдина[7];
  - Coregonus lavaretus baeri — сиголов, или волховский сиг.
- Coregonus migratorius — байкальский омуль.
- Coregonus muksun — муксун[6].
- Coregonus nasus — чир, или щокур[6].
- Coregonus nigripinnis — чернопёрая ряпушка[5].
- Coregonus nipigon — нипигонская ряпушка[5].
- Coregonus peled — пелядь, или сырок[6].
- Coregonus rieghardi — коротконосая ряпушка[6].
- Coregonus sardinella — сибирская ряпушка:
  - Coregonus sardinella sardinella;
  - Coregonus sardinella marisalbi — беломорская ряпушка.
- Coregonus tugun — тугун[6].
- Coregonus ussuriensis — амурский, или уссурийский, сиг[6].
- Coregonus widegreni — валаамка.
- Coregonus zenithicus — малоротая ряпушка[5].